# Labach (Löster)
Der Labach (auch Badebach) ist ein linker Zufluss der Löster in der Stadt Hermeskeil im rheinland-pfälzischen Landkreis Trier-Saarburg.
Er hat eine Länge von 2,2 km und ein Einzugsgebiet von 1,24 km².
Der Bach entspringt oberhalb von Hermeskeil auf 579 m ü. NHN, fließt durch die Stadt und mündet unterhalb von Hermeskeil auf 463 m ü. NHN in die Löster, einem Zufluss der Prims im Einzugsgebiet der Saar.
Der Labach speist im Stadtpark von Hermeskeil einen kleinen Weiher.